# 葫蘆埤自然公園
23°06′55″N 120°10′30″E / 23.11528°N 120.17511°E
葫蘆埤自然公園，是一座位於臺南市官田區隆田以埤塘為中心的自然公園，以周邊的菱角田景觀與水雉生態做為特色，而獲得「菱香舟影」的美名，名列於新南瀛八景中。

## 介紹

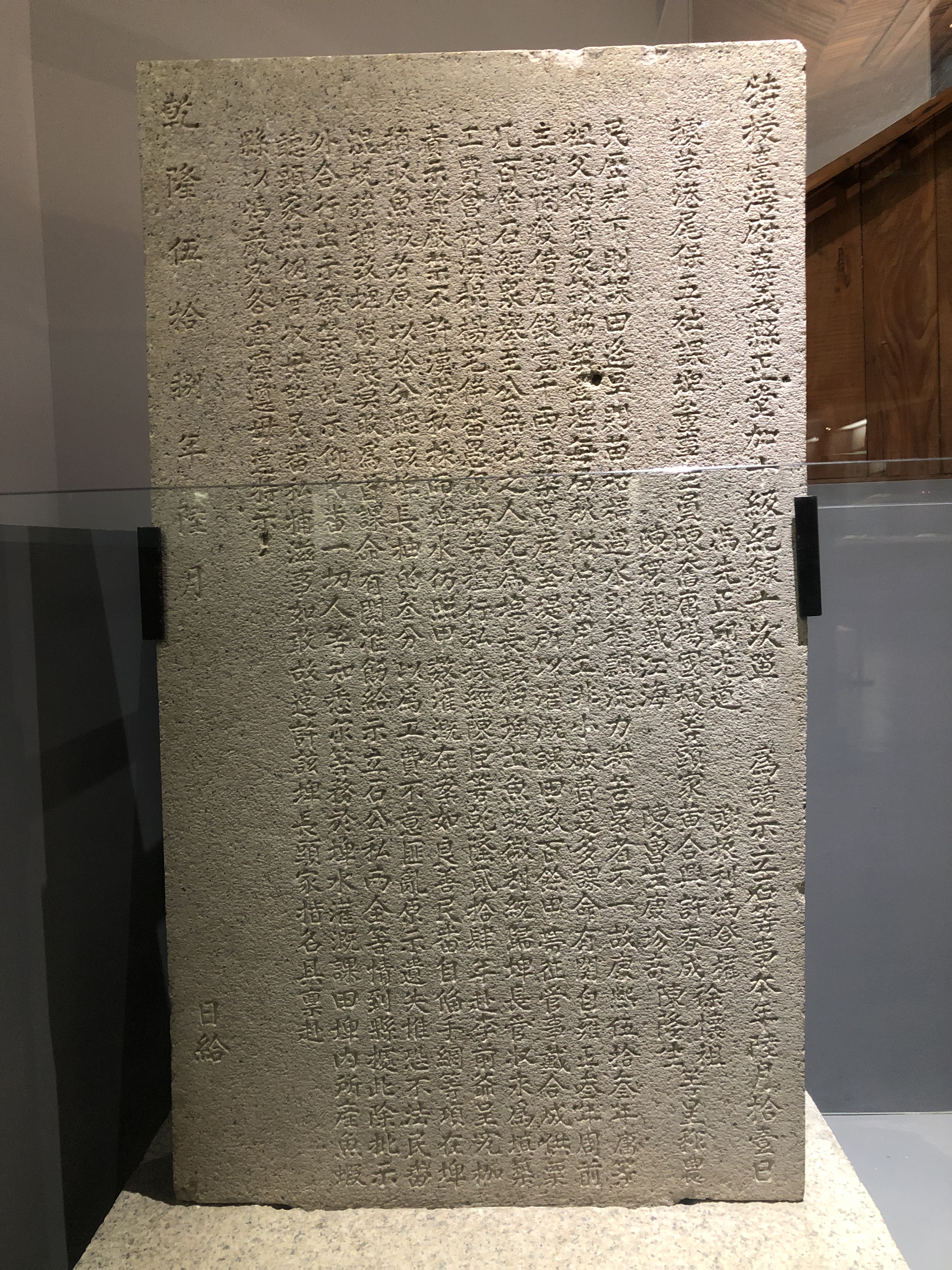
乾隆五十八年（1793年），時任嘉義縣知縣單瑞龍立了「嚴禁民番私捕埤水魚蝦碑記」。原件出土後現藏臺南市立博物館。

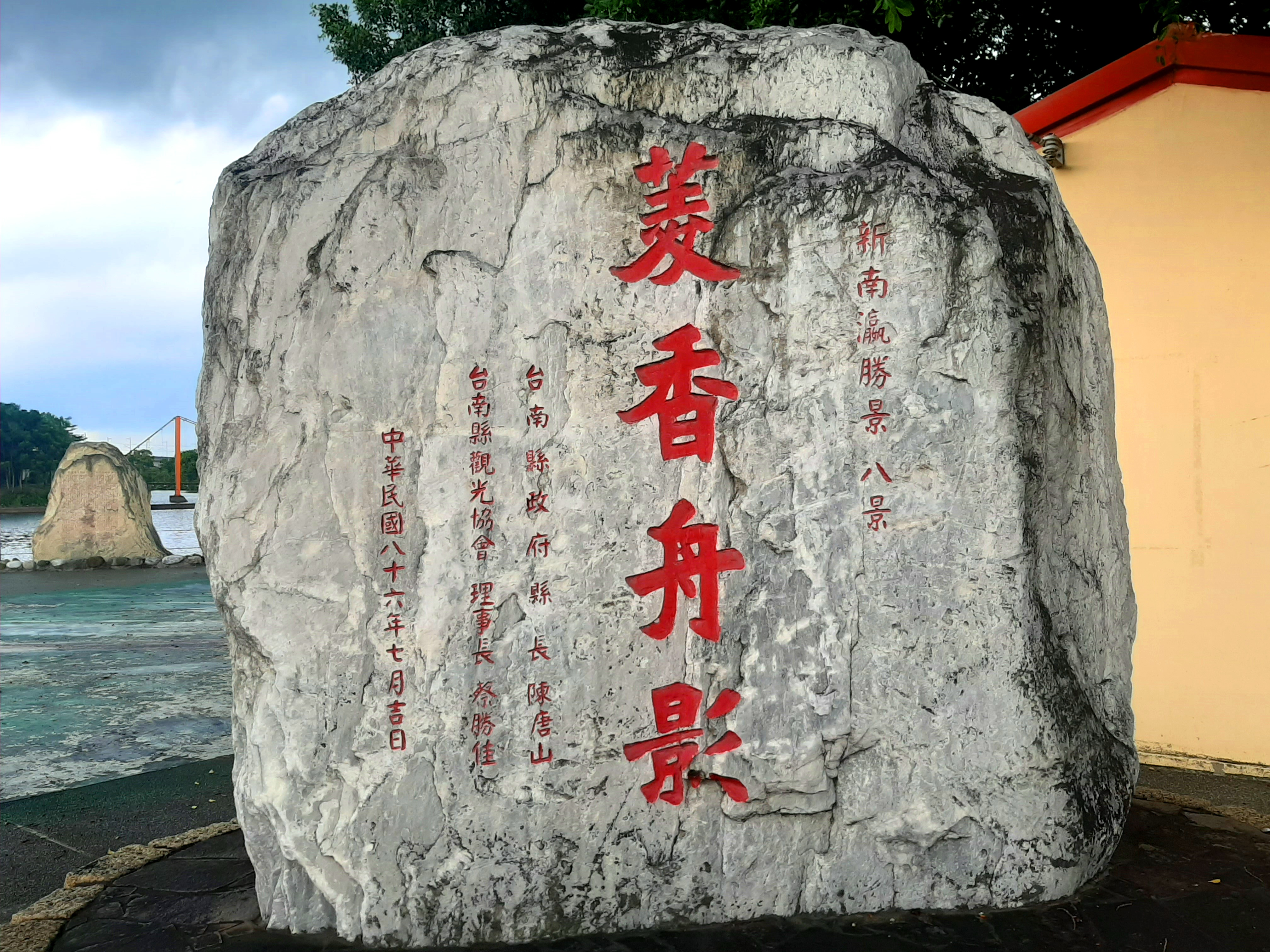
菱香舟影石碑

葫蘆埤古稱番子橋埤、五社（課）埤，是一座位於官田區與麻豆區之間的埤塘，根據由埤中出土的「示禁碑」推測，於康熙五十三年（西元1714年）因周圍灌溉需要，而由茅港尾保五社居民「傳齊眾議，協築壹埤」（共同籌資興建）。 康熙五十六年（1717年），獲時任諸羅縣知縣的周鍾瑄「捐銀二十兩助莊民合築」。
由於修築工程花費過大，雍正三年（1725年）知縣周鍾瑄「發借庫銀壹千兩，再築高岸堅堤，所以灌溉課田數百餘甲」。興建後，由於出現周圍漢人、原住民「擅行私採」的行為，因此在乾隆二十年代，時任諸羅縣知縣李倓曾針對盜採者審訊與責罰。乾隆五十八年（1793年），時任嘉義縣知縣的單瑞龍立了「嚴禁民番私捕埤水魚蝦碑記」。
「番子橋埤」的稱號使用了相當長的一段時間，20世紀初期明治三十七年（1904年）的《臺灣土地慣行一斑》仍指出「茅港尾西堡 五社埤：五社埤一稱番子橋埤，位於麻豆與赤山堡之郊界」，也指出此埤「水量僅少，灌用廣度不足，當地大部分為園地，僅沿界的田園可供灌溉。」
埤岸曲線自然彎折，形成大小不一的半島與河灣，加上後來因市道176號貫穿其中，將其一分為二，貌似綁著帶子的葫蘆，因而得到葫蘆埤的美名。而周邊許多的菱角田常可見到農夫划著小舟穿梭其中，也有「凌波仙子」之稱的水雉在此棲息，這樣景致被列入於南瀛百景並為新南瀛八景中的「菱香舟影」。

## 區內景觀
葫蘆埤分為南埤與北埤。以埤塘打造的親水遊憩空間，結合了濕地生態保育、水雉保育與觀光遊憩等功能，除了欣賞湖光水色外，更可看到台灣高鐵從東側奔馳而過。南埤擁有環湖一周的步道，可欣賞南埤不同的樣貌與周邊的菱角田。而湖中的紅色吊橋－凌波橋連接著兩岸的「橋頭廣場」、「林蔭廣場」。湖畔的兩層紅磚建築物，內部有遊客服務中心、農特產品展售館等，提供遊客在此短暫休息與遊玩。一旁的兒童遊憩區近年還增設一座高約5.5公尺的石頭溜滑梯，吸引許多人前來造訪。
北埤設有表演廣場，湖中則有一個以兩座橋連接的湖中島，島上設有2007年臺南縣政府仿造的示禁碑，供人瞭解葫蘆埤的歷史。

## 交通資訊
- 開車
  - 國道一號→下營系統交流道→台84線→麻豆交流道→左轉市道176號→續行約3公里即可到達
  - 國道三號→官田系統交流道→台84線→西庄交流道→右轉西庄連絡道→直行區道南62號→右轉市道176號即可到達
  - 台1線→左/右轉市道176號→續行約2.5公里即可到達

- 大台南公車

| 編號   | 經營業者 | 路線                                           | 停靠站         |
| ------ | -------- | ---------------------------------------------- | -------------- |
| 橘10-1 | 興南客運 | 麻豆轉運站－葫蘆埤－官田服務中心－勞動力發展署 | 葫蘆埤自然公園 |

## 圖片集

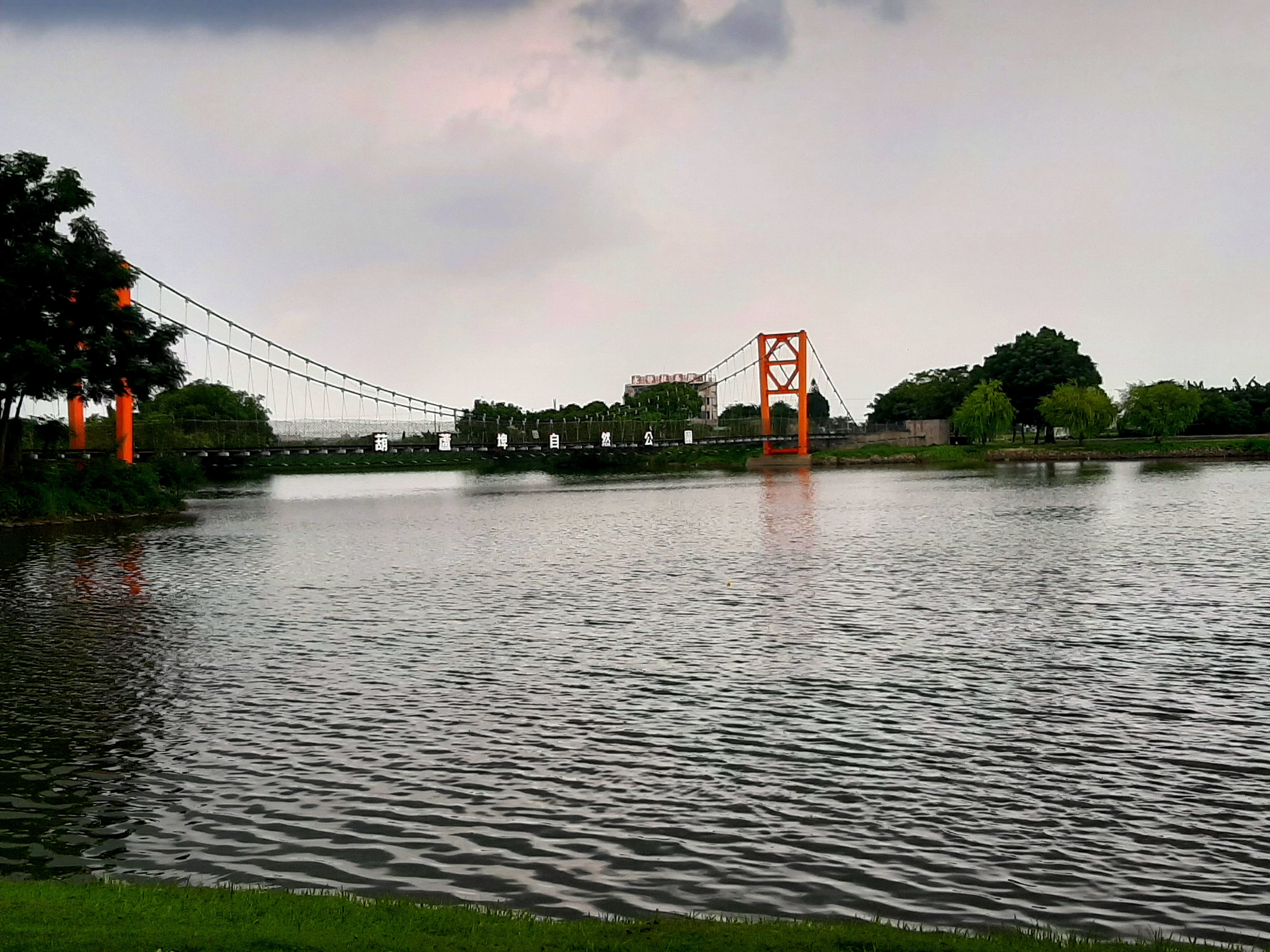
湖中的凌波吊橋
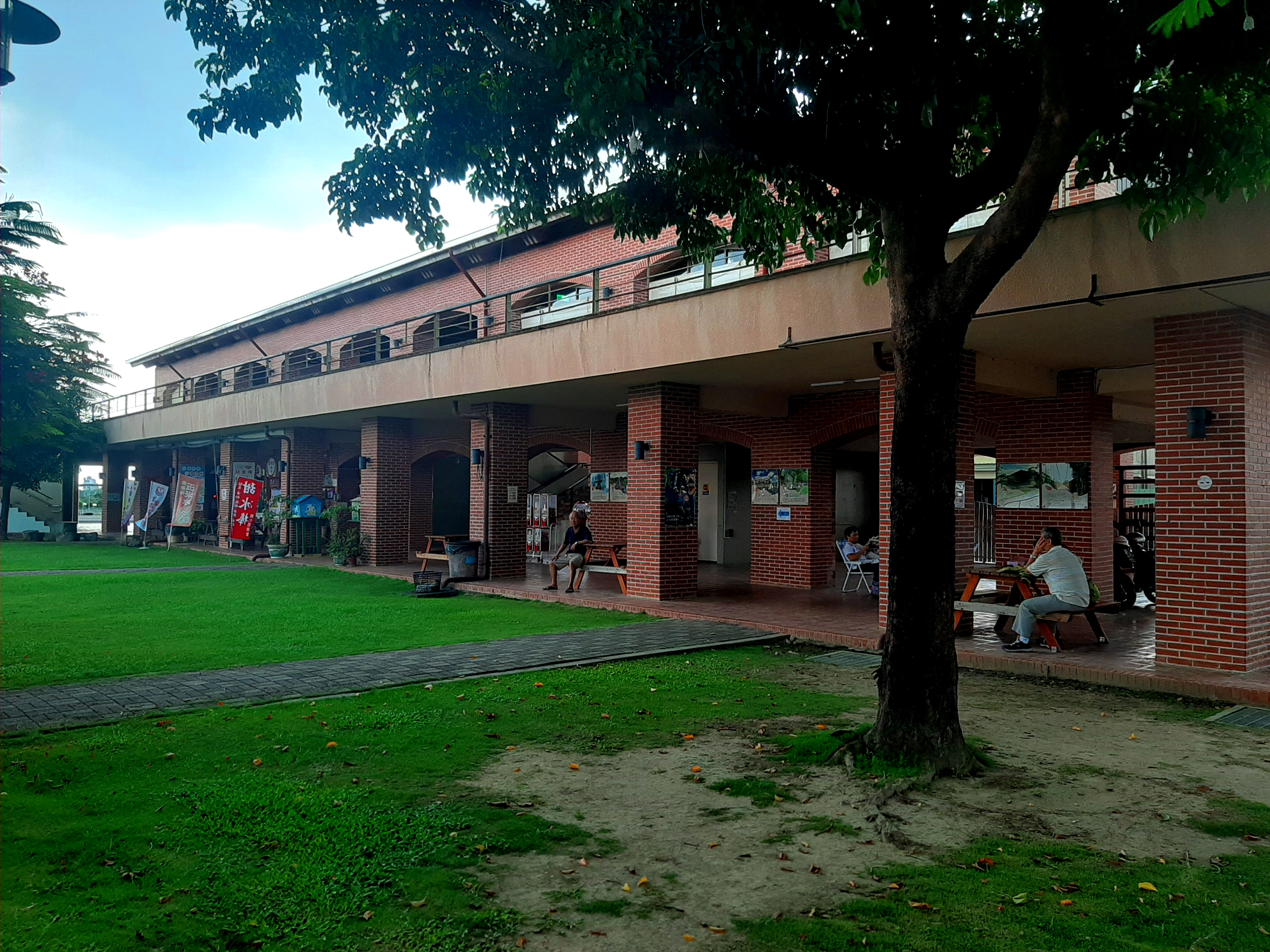
仿古造型的展售館
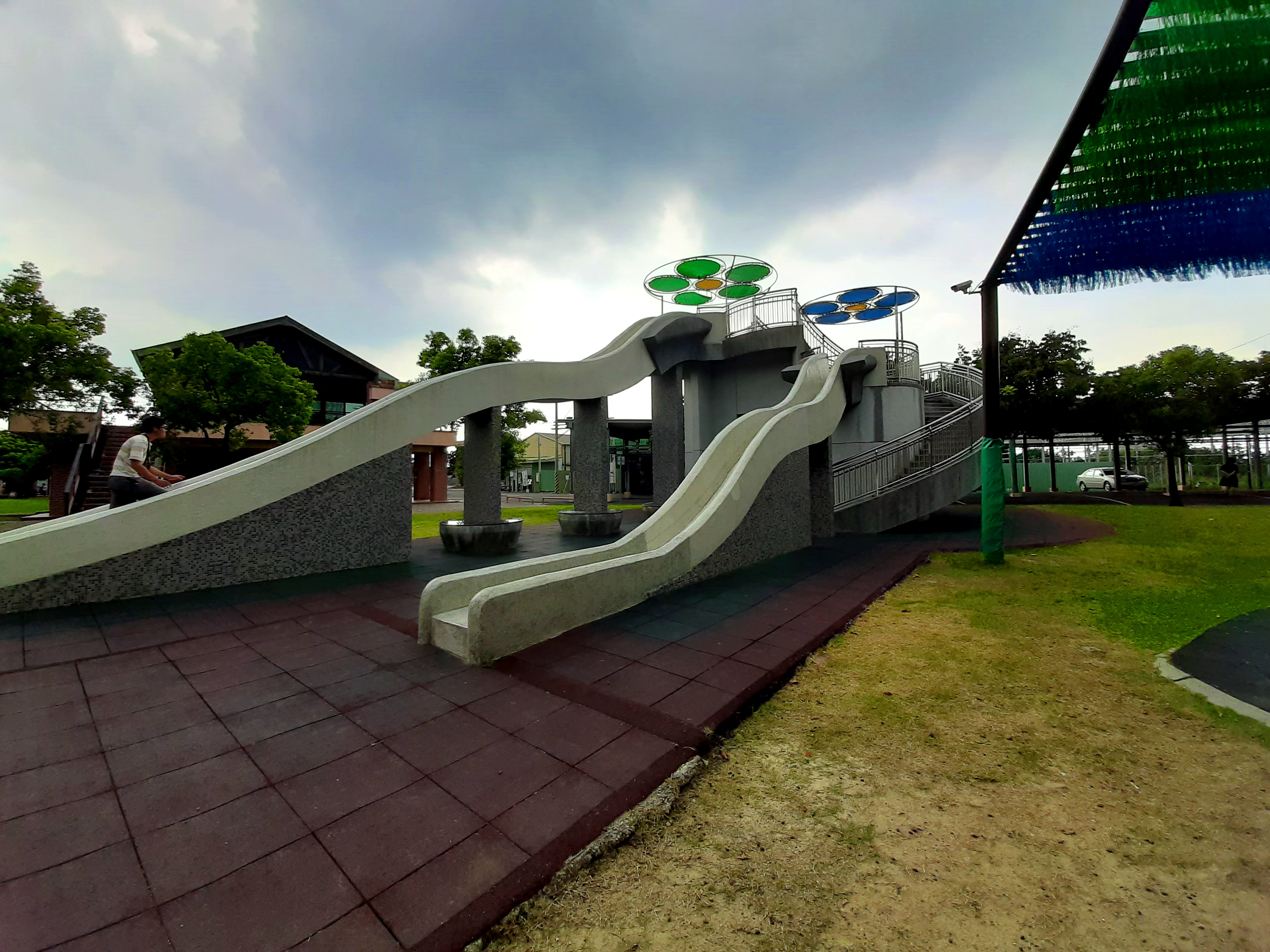
兩層樓高的溜滑梯
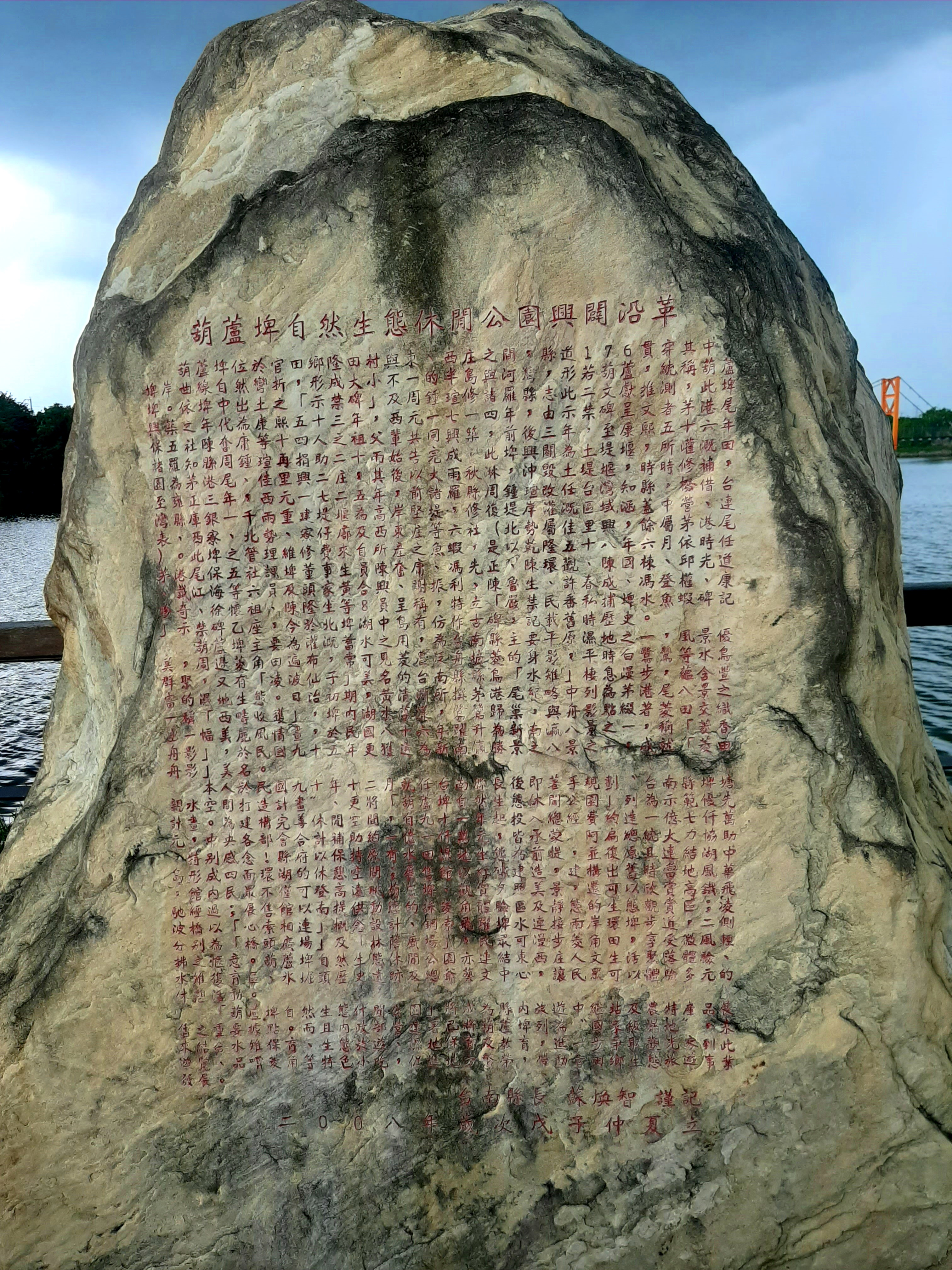
興闢沿革石碑